# حسین ثابت
حسین ثابت بکتاش (زادهٔ ۱۳۱۳ در مشهد) کارآفرین، سرمایه‌دار و هتل‌دار برجستهٔ ایرانی است. او با نوآوری و سرمایه‌گذاری در صنعت گردشگری، نقش مهمی در توسعهٔ هتل‌داری و جذب گردشگران به ایران ایفا کرده است. ثابت بنیان‌گذار و مالک پیشین هتل بزرگ داریوش در جزیرهٔ کیش است، هتلی که با الهام از معماری باشکوه تخت جمشید ساخته شد و به یکی از نمادهای گردشگری کشور تبدیل گشت.
ثابت از جمله پیشگامان صنعت هتلداری در ایران و خارج از کشور بود. او پیش از این، ۹ هتل در جزایر قناری اسپانیا تأسیس کرده و در ایران نیز علاوه بر هتل داریوش، مالک هتل‌های هلیا، لاله، تماشا و پانیذ در کیش بود که از سال ۱۳۸۸ در چند مرحله واگذار شدند. وی همچنین مالک و بنیان‌گذار مجموعهٔ تفریحی پارک دلفین‌های کیش (دلفیناریوم و باغ پرندگان) با مساحتی بیش از ۶۵ هکتار بود که یکی از جاذبه‌های گردشگری شاخص این جزیره محسوب می‌شود.
او سرمایه‌گذاری‌های مهمی در حوزه‌های مختلف از جمله کشاورزی، دامداری و گردشگری انجام داد. یکی از پروژه‌های برجستهٔ وی، هتل کوروش در کیش بود که قرار بود به‌عنوان نخستین هتل سبز ایران با انرژی خورشیدی فعالیت کند، اما ساخت آن در سال ۱۳۸۹ متوقف شد.
حسین ثابت همچنین در عرصه‌های دیگر مانند اسب‌دوانی فعالیت داشت و شرکت اسب ایران را تأسیس کرد، هرچند که این پروژه به سرانجام نرسید. او همچنین ۲۵٪ سهام گروه هتل‌های لاله را در اختیار داشت که در سال ۱۳۹۴ به مالک شرکت هواپیمایی زاگرس واگذار شد.
با وجود برخی چالش‌ها در خرید هتل‌های لاله تهران، یزد و سرعین، حسین ثابت همواره به‌عنوان یکی از بزرگ‌ترین سرمایه‌گذاران صنعت گردشگری ایران شناخته می‌شود. در نهایت، هتل داریوش و دلفیناریوم نیز به مالک شرکت هواپیمایی زاگرس واگذار شد.

## زندگی
حسین ثابت بکتاش در سال ۱۳۱۳ در مشهد به دنیا آمد. او تحصیلات ابتدایی و متوسطه خود را در مشهد گذراند و سپس برای ادامه تحصیل به اروپا رفت. ثابت در سال ۱۳۳۸ در رشته برق از دانشگاه آکسفورد فارغ‌التحصیل شد.
ثابت پس از بازگشت به ایران، فعالیت‌های تجاری خود را آغاز کرد. او در ابتدا در زمینه واردات و صادرات فعالیت می‌کرد و سپس به سرمایه‌گذاری در زمینه‌های مختلف از جمله کشاورزی، دامداری، گردشگری و صنایع دستی روی آورد.
ثابت در سال ۱۳۵۰ شرکت ثابت‌گستر را تأسیس کرد. این شرکت در زمینه‌های مختلف از جمله کشاورزی، دامداری، گردشگری و صنایع دستی فعالیت می‌کند. ثابت همچنین در زمینه‌های مختلف از جمله نفت، گاز و پتروشیمی نیز سرمایه‌گذاری کرده است.
ثابت یکی از بزرگ‌ترین مالکان زمین در ایران است. او در استان‌های مختلف ایران زمین‌های زیادی دارد. ثابت همچنین در زمینه‌های مختلف از جمله گردشگری و صنایع دستی نیز فعالیت می‌کند.

## فعالیت حرفه ای

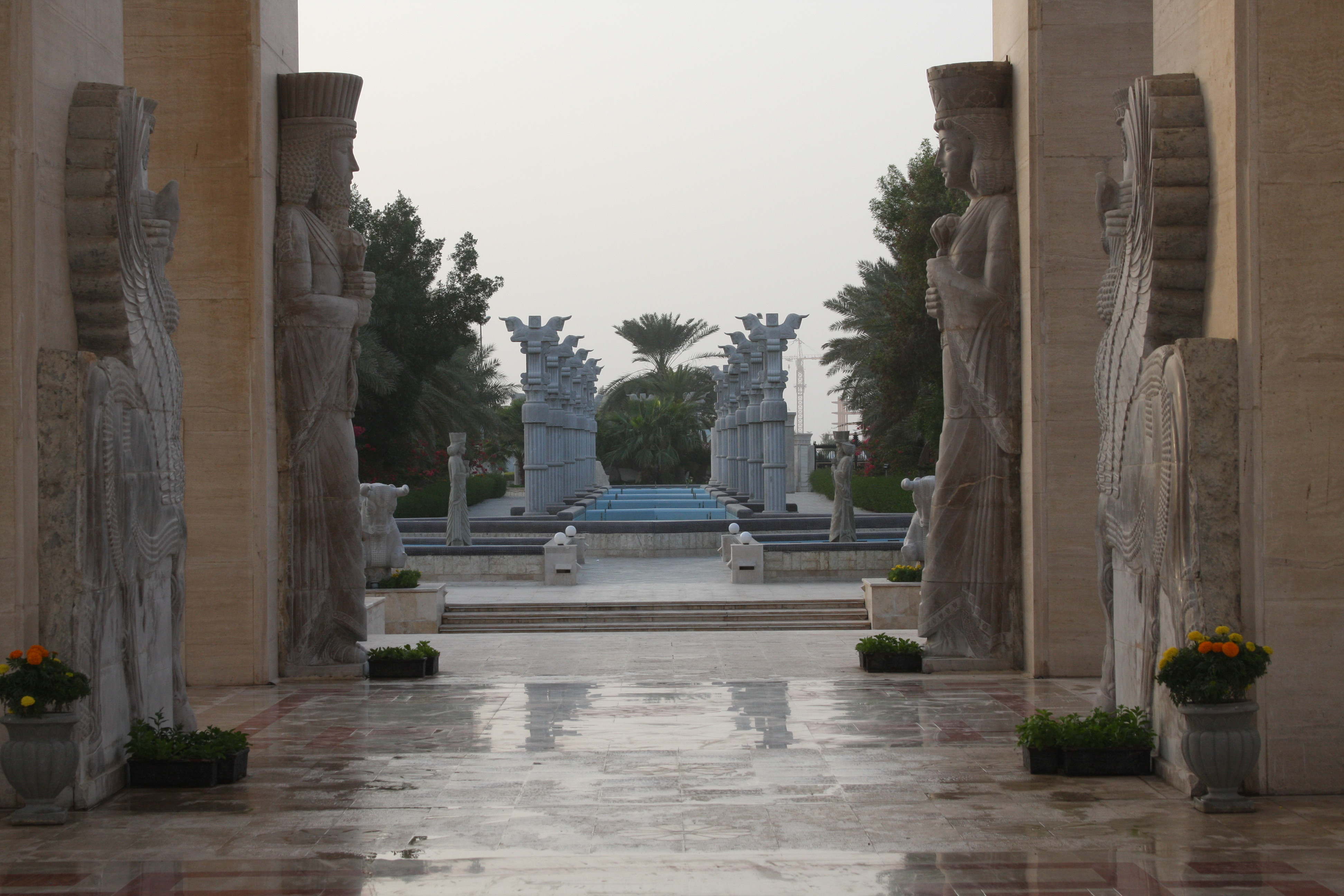
نمایی از هتل بزرگ داریوش

### هتل بزرگ داریوش
ثابت بنیان‌گذار و مالک پیشین هتل بزرگ داریوش در جزیره کیش است. این هتل یکی از نمادین‌ترین بناهای ایران است و در سال ۱۳۷۸ افتتاح شد. هتل بزرگ داریوش با الهام از معماری دوران هخامنشیان ساخته شده است.

### مجسمه شکوه فردوسی
در آذرماه سال ۱۳۹۸ساخت مجسمه شکوه فردوسی به ارتفاع ۳۸ متر و با به روزترین تکنولوژی ساخت مجسمه‌های غول آسا و با هدف معرفی مهم‌ترین شاعر پارسی زبان جهان ابوالقاسم فردوسی به سفارش سرمایه‌گذار معروف ایرانی آقای حسین ثابت توسط من شروع شد. ساخت این پروژه در ۱۶ آذرماه ۱۳۹۸ با مشارکت مجموعه ۵۰ نفره ای از متخصصان، هنرمندان و تکنسین‌های فنی شروع و مدلاژ و ساختنهایی پروژه در آذرماه ۹۹ تمام شد. اما متأسفانه در فرایند ساخت پروژه به دلایلی با نصب مجسمه در میدان علوم دانشگاه فردوسی مشهد مخالفت شد و تا کنون هیچ محل جدیدی برای نصب مجسمه مشخص نشده است.

### مجموعهٔ گردشگری آفتاب (پارک طُرُق)
یک طرح تفریحی گردشگری است که بناست با مشارکت نزدیک به ۸۰۰ میلیارد تومانی حسین ثابت بکتاش در جنوب شرقی مشهد مقدس و در دروازه ورودی شهر در مسیر مشهد به تهران ساخته شود.

نمای بیرونی دبستان اسماعیل ثابت

### افتتاح نخستین دبستان فرهنگ ایران با باغ‌بام
صبح روز ۶ مهرماه، دبستان پسرانه ثابت دو، به‌عنوان اولین دبستان فرهنگ ایران و دارای باغ‌بام، با حضور وزیر آموزش و پرورش در ناحیه سه مشهد افتتاح شد. این دبستان که ظرفیت پذیرش ۶۵۰ دانش‌آموز را دارد، با الهام از معماری ایرانی-اسلامی و به همت حسین ثابت، بنیان‌گذار «بنیاد فرهنگی ثابت فردوسی»، ساخته شده است. در این دبستان برنامه‌های متنوعی از جمله فعالیت‌های محیط‌زیستی، شاهنامه‌خوانی و برنامه‌های فرهنگی برگزار می‌شود.